# Dulo Hill
Dulo Hill är en kulle i Antarktis. Den ligger i Sydshetlandsöarna. Argentina, Chile och Storbritannien gör anspråk på området.
Terrängen runt Dulo Hill är platt. Trakten är obefolkad. Det finns inga samhällen i närheten. 